# 시흥경찰서
시흥경찰서(始興警察署, Siheung Police Station)는 경기도남부경찰청이 관할하는 경찰서 중 하나이다. 경기도 시흥시 일대를 관할한다. 경기도 시흥시 황고개로 513에 위치하고 있다.
서장은 총경으로 보한다.

## 기본 정보
- 주소: 경기도 시흥시 황고개로 513 (장곡동)
- 우편번호: 15002

## 관할 파출소 및 지구대
시흥경찰서는 3개의 지구대와 8개의 파출소를 산하에 두고 있다.
| 명칭       | 사진 | 주소                          | 관할구역                                                    | 치안센터     |
| ---------- | ---- | ----------------------------- | ----------------------------------------------------------- | ------------ |
| 장곡지구대 |      | 장곡로54번길 25-14 (장곡동)   | 장곡동, 장현동, 월곶동, 하중동, 하상동, 포동, 광석동 일부   |              |
| 옥구지구대 |      | 정왕대로118길 1 (정왕동)      | 정왕2·3·4동, 정왕본동 일부                                  |              |
| 정왕지구대 |      | 정왕신길로 216 (정왕동)       | 정왕본동 일부, 정왕1동 일부                                 |              |
| 은행파출소 |      | 은행로 148 (은행동)           | 은행동, 과림동, 계수동 일부, 대야동 일부                    |              |
| 군자파출소 |      | 군자로 513 (거모동)           | 거모동, 군자동, 죽율동                                      |              |
| 매화파출소 |      | 매화로 36 (매화동)            | 매화동, 도창동, 금이동, 논곡동, 무지내동, 안현동, 미산동    |              |
| 신천파출소 |      | 신천로100번안길 15 (신천동)   | 신천동 일부, 방산동                                         |              |
| 대야파출소 |      | 호현로 42 (대야동)            | 대야동 일부, 신천동 일부, 계수동 일부                       |              |
| 시화파출소 |      | 중심상가로 271 (정왕동)       | 정왕1동 일부                                                |              |
| 능곡파출소 |      | 장현능곡로 211 (능곡동)       | 능곡동, 화정동, 물왕동, 목감동, 조남동, 산현동, 광석동 일부 | 목감치안센터 |
| 배곧파출소 |      | 서울대학로264번길 45 (배곧동) | 배곧1동, 배곧2동, 오이도                                    |              |

## 같이 보기
- 경기도남부경찰청